# Changy (Saona i Loara)
Changy – miejscowość i gmina we Francji, w regionie Burgundia-Franche-Comté, w departamencie Saona i Loara.
Według danych na rok 1990 gminę zamieszkiwało 389 osób, a gęstość zaludnienia wynosiła 19 osób/km² (wśród 2044 gmin Burgundii Changy plasuje się na 538. miejscu pod względem liczby ludności, natomiast pod względem powierzchni na miejscu 428.).